# Karakoyunlu (Iğdır)

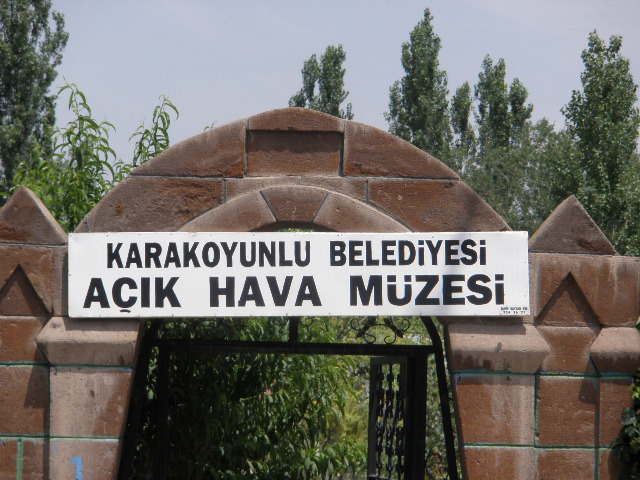

Karakoyunlu (kurdisch: Têşberûn) ist eine Stadt und ein Landkreis der Provinz Iğdır im Osten der Türkei. Die Stadt beherbergt 19,7 Prozent der Bevölkerung des Landkreises. Die im Stadtlogo manifestierte Jahreszahl (1972) dürfte ein Hinweis auf das Jahr der Erhebung zur Stadtgemeinde (Belediye) sein.
Der Landkreis wurde 1992 durch das Gesetz Nr. 3806 neu geschaffen. Hierbei wurde der Bucak Taşburun aus dem Kreis Iğdır der Provinz Kars ausgegliedert (VZ 1990: 16.426 Einw.). Karakoyunlu liegt im Norden Iğdırs und ist der kleinste Landkreis der Provinz. Er hat eine gemeinsame Grenze mit Armenien und besteht neben dem Verwaltungssitz (Merkez) aus 18 Dörfern, von denen diese die größten sind: Mürşitali (1.648), Bulakbaşı (1.552), Kerimbeyli (1.384) und Taşburun (999 Einwohner). Durchschnittlich wohnen 620 Menschen in jedem Dorf, fünf Dörfer haben mehr Einwohner als dieser Durchschnitt, das kleinste Dorf hat 215 Einwohner.